# Merone
Merone é uma comuna italiana da região da Lombardia, província de Como, com cerca de 3.597 habitantes. Estende-se por uma área de 3 km², tendo uma densidade populacional de 1199 hab/km². Faz fronteira com Costa Masnaga (LC), Erba, Eupilio, Lambrugo, Lurago d'Erba, Monguzzo, Rogeno (LC).

## Demografia
| Variação demográfica do município entre 1861 e 2011                               |
|                                                                                   |
| Fonte: Istituto Nazionale di Statistica (ISTAT) - Elaboração gráfica da Wikipedia |

## Cidades-irmãs
- Noyarey, França (2004)